# Ad infinitum
Ad infinitum (или In infinitum) је латинска фраза која у дословном преводу значи „до бесконачности“ или „унедоглед“. Један од првих људи који је употребио ову фразу био је ирски књижевник Џонатан Свифт у својој песми О поезији: рапсодија 1733. године.